# 雅羅斯拉夫·莫斯卡利克
雅羅斯拉夫·雅羅斯拉沃維奇·莫斯卡利克（羅馬化：Yaroslav Yaroslavovich Moskalik，1966年8月22日—2025年4月25日），俄羅斯軍事人物，曾擔任俄羅斯聯邦軍隊總參謀部作戰總局副局長，軍銜為中將。他於2025年4月在莫斯科州巴拉希哈遭遇汽車炸彈爆炸而身亡。

## 生平
莫斯卡利克自1983年起在軍隊服役。他畢業於海蘭泡的遠東高等合成兵種指揮學校，並在哈巴羅夫斯克邊疆區克尼亞澤-沃爾孔斯科耶村的34091軍事單位服役，直到2000年。隨後於俄羅斯聯邦軍隊綜合軍事學院畢業。2003年，莫斯卡利克擔任車臣共和國聯邦軍山地部隊司令新聞秘書。2000年至2012年在俄羅斯國防部北高加索地區中央辦公室任職。
他已婚，妻子拉里薩，是莫斯科國立測量與製圖大學人力資源系主任，並育有一名兒子伊凡。

## 事蹟
莫斯卡利克於2019年在俄羅斯聯邦軍隊總參謀部作戰總局就職，其後晉升為俄羅斯聯邦軍隊總參謀部作戰總局副局長，屬於俄羅斯軍隊參與戰略規劃的高層核心人物。他曾代表俄羅斯總參謀部出席與烏克蘭的多場談判，包括2015年於巴黎舉行的會議，以及最遲至2019年仍參與「諾曼第模式」磋商。該模式由德國、俄羅斯、烏克蘭及法國組成，目的是監督《明斯克協議》的落實，以化解自2014年起烏克蘭與俄羅斯支持的分離主義武裝之間的衝突。
2017年2月22日，俄羅斯總統弗拉基米爾·普京簽署總統令，授予莫斯卡利克少將軍銜。2021年，他擔任俄羅斯聯邦軍隊總參謀部作戰總局副局長。2021年12月8日，普京簽署總統令，授予莫斯卡利克中將軍銜。
Telegram俄羅斯軍事頻道「Rybar」向記者表示，莫斯卡利克被視為總參謀部作戰總局內最精明及嚴格的軍官之一。據其指，在總參謀部曾考慮的一套人事調整方案中，莫斯卡利克一度被視為國防指揮管理國家中心主任的熱門人選。

## 死亡
莫斯卡利克於2025年4月25日在莫斯科東郊的巴拉希哈遇害，當時他正經過寓所附近，一輛停泊車輛內藏有簡易爆炸裝置，裝有金屬碎片的炸彈被人以遙控方式引爆。爆炸威力猛烈，附近多座建築物的窗戶均被震碎。俄羅斯聯邦偵查委員會把事件列作謀殺案，並證實使用的是自製爆炸裝置。
這次襲擊事件發生在2024年12月另一宗針對俄軍高層的爆炸案之後。當時，俄羅斯將領伊戈爾·基里洛夫於莫斯科遇害。俄羅斯當局與烏克蘭國家安全局均指出，該次行動由烏克蘭情報單位策劃。有關襲擊發生之際，俄烏戰爭持續膠着，亦正值多方尋求外交突破之際，包括美國特使史蒂文·威特科夫當時訪問莫斯科，商討可能的和平方案。
4月26日，俄罗斯联邦安全局宣稱他們拘留了一名乌克兰特工，俄方表示此次刺殺由烏克蘭方面策劃。烏克蘭總統弗拉基米尔·泽连斯基承认莫斯卡利克被乌情报部门所殺。
莫斯卡利克的葬禮於4月29日在位於莫斯科州梅季希市區的祖國保衛者萬神殿軍事紀念館舉行。